# Стожер (списание)
„Стожер“ е списание, издавано от Дружеството на писателите на Македония.
Първият брой излиза през 1996 г. като месечник за литература, култура и изкуство.
През 1999 г. подзаглавието е „месечен преглед за литература, култура и изкуство“, а от 2001 г. „преглед за литература, култура и изкуство“.
През последните години излиза четири пъти годишно. От 2022 г. всички статии, стихове, разкази и други публикации в списанието са каталогизирани с UDC номер.

## Главни редактори
- Светлана Христова-Йоцич (1996 – 2000)
- Тодор Чаловски (2000 – 2002)
- Васил Дървошанов (2002 – 2005)
- Борис Вишински (2005 – 2008)
- Горян Петревски (2008 – 2011)
- Александар Поповски (2011 – 2014)
- Петре Димовски (2014 – 2018)
- Трайче Кацаров (2018 – 2022)
- Славчо Ковилоски (от 2022 г.)